# Дюрнтен
Дюрнтен (нім. Dürnten) — громада  в Швейцарії в кантоні Цюрих, округ Гінвіль.

## Географія
Громада розташована на відстані близько 115 км на схід від Берна, 26 км на південний схід від Цюриха.
Дюрнтен має площу 10,2 км², з яких на 22,6% дозволяється будівництво (житлове та будівництво доріг), 59,3% використовуються в сільськогосподарських цілях, 16,7% зайнято лісами, 1,5% не є продуктивними (річки, льодовики або гори).

## Демографія
2019 року в громаді мешкало 7606 осіб (+14% порівняно з 2010 роком), іноземців було 18,4%. Густота населення становила 744 осіб/км².
За віковим діапазоном населення розподілялося таким чином: 21,7% — особи молодші 20 років, 61% — особи у віці 20—64 років, 17,3% — особи у віці 65 років та старші. Було 3154 помешкань (у середньому 2,4 особи в помешканні).
Із загальної кількості 1836 працюючих 148 було зайнятих в первинному секторі, 333 — в обробній промисловості, 1355 — в галузі послуг.